# Neope alcas
Neope alcas är en fjärilsart som beskrevs av Talbot 1947. Neope alcas ingår i släktet Neope och familjen praktfjärilar. Inga underarter finns listade i Catalogue of Life.